# Ludovic Alla
Ludovic Alla (född 18 maj 1990) är en beninsk fotbollsspelare som för närvarande spelar för Mambas Noirs Cotonou i Benin.